# John Olerud
John Garrett Olerud (ur. 5 sierpnia 1968) – amerykański baseballista, który występował na pozycji pierwszobazowego.
Po ukończeniu szkoły średniej, w czerwcu 1986 został wybrany w 27. rundzie draftu przez New York Mets, jednak nie podpisał kontraktu z tym klubem, gdyż zdecydował się podjąć studia na Washington State University, gdzie w latach 1987–1989 grał w drużynie uniwersyteckiej Washington State Cougars jako pierwszobazowy i miotacz. W 1988 uzyskał średnią 0,464, zdobył 26 home runów i zaliczył 81 RBI oraz uzyskał bilans W-L 15–0 przy wskaźniku ERA 2,49 i został wybrany najlepszym baseballistą sezonu w NCAA. W czerwcu 1989 został wybrany w trzeciej rundzie draftu przez Toronto Blue Jays, w którym zadebiutował 3 września 1989 w meczu przeciwko Minnesota Twins jako pinch hitter, w którym zaliczył single'a. W 1990 w głosowaniu na najlepszego debiutanta w American League zajął 4. miejsce.
W 1992 zagrał w czterech meczach World Series, w których Blue Jays pokonali Atlanta Braves 4–2. W następnym sezonie po raz pierwszy zagrał w Meczu Gwiazd, uzyskał najlepszą w American League średnią uderzeń (0,363) i zaliczył najwięcej double'ów w MLB (54). Ponadto zdobył drugi tytuł mistrzowski World Series, a w głosowaniu do nagrody MVP American League zajął 3. miejsce. W listopadzie 1996 w ramach wymiany zawodników przeszedł do New York Mets. 11 września 1997 w meczu przeciwko Montreal Expos zaliczył pierwsze w karierze cycle.
W grudniu 1999 podpisał kontrakt jako wolny agent ze Seattle Mariners. Jako zawodnik tego klubu trzy razy zdobył Złotą Rękawicę i raz zagrał w Meczu Gwiazd. 16 czerwca 2001 w meczu międzyligowym z San Diego Padres zaliczył drugie w karierze cycle. Grał jeszcze w New York Yankees i Boston Red Sox.
W 2007 został uhonorowany członkostwem w National College Baseball Hall of Fame.
| Nagroda/wyróżnienie         | Lata             | Źródło      |
| 2× All-Star                 | 1993, 2001       | [ 1 ]       |
| 3× Gold Glove Award         | 2000, 2002, 2003 | [ 1 ]       |
| 2× zwycięzca w World Series | 1992, 1993       | [ 3 ] [ 4 ] |